# Cuirassier blessé quittant le feu
Cuirassier blessé quittant le feu est un  tableau de Théodore Géricault peint en 1814. Exposé au Salon de peinture et de sculpture de 1814, l'œuvre fut interprétée comme un symbole de la débâcle des armées napoléoniennes lors de la campagne de France. Deux études à l'huile sont connues pour ce tableau, l'une appartient au Brooklyn Museum, l'autre au musée du Louvre. Ce tableau fait suite à l'Officier de chasseurs à cheval de la garde impériale chargeant exposé au Salon de 1812.

## Description
Le tableau de grandes dimensions, représente, en grandeur naturelle, un officier d'un régiment des cuirassiers à cheval, debout s'appuyant avec son sabre, et tenant par la bride un cheval à la robe pommelée. Le militaire est vu avec sa monture en train de descendre une pente dont on voit sous ses pieds un rocher au premier plan, il regarde en arrière. À l'arrière-plan d'un paysage esquissé, le ciel sombre et orageux est traversé de nuages gris et noirs.

## Iconographie duCuirassier blessé quittant le feu
Le Cuirassier blessé quittant le feu est le pendant en dimensions et en thème que Géricault choisit d'exposer face à face à son Officier de chasseurs à cheval de la garde impériale chargeant de 1812 au Salon de 1814. Les dimensions (3,49 × 2,66 m), exactement identiques des deux œuvres, sont propres des thèmes d'histoire et le sujet (un cavalier napoléonien) repris de Jacques-Louis David et Antoine-Jean Gros, maîtres de Géricault, respectivement idéologique et d'école.
Si Jules Michelet promut l'interprétation de ces deux tableaux comme symbole de la « chute de la France », l’Officier de chasseurs à cheval de la garde impériale chargeant pour son « air triste », Le Cuirassier blessé quittant le feu pour sa blessure même, idée que le XXe siècle a hérité, voulant voir dans Officier de chasseurs à cheval de la garde impériale chargeant un portrait funèbre, malgré le fait que la toile, qui se présenta au Salon de 1812, fut achevée en septembre, et que le soldat mourut sur le champ de bataille en novembre, en réalité l’Officier de chasseurs à cheval de la garde impériale chargeant étant une image iconographique indiscutable de la victoire guerrière, issue des livres d'emblèmes, le cheval piétinant les armes ennemies, la pose sabre au clair et visage volontaire étant une reproduction directe du Bonaparte franchissant le Grand-Saint-Bernard de David, son association par le peintre lui-même au Salon de 1814 avec l'Officier de chasseurs à cheval de la garde impériale chargeant oblige à faire de celui-ci une lecture en accord avec cette proximité objective.
Les ébauches pour Le Cuirassier blessé quittant le feu (un soldat assis sur un rocher) est une reprise de l'iconographie classique de Mars au repos, pendant que, comme le confirme l'ample catalogue iconographique de la Bibliothèque des Arts décoratifs, la version finale (cheval tenu en bride) est une représentation d'un motif isolé (retrouvé par exemple dans La Reddition de Breda de Velazquez) de la paix acquise par les armes, logique pour un peintre davidien tel que Géricault.

## Postérité
L'œuvre a inspiré au peintre cubiste Roger de La Fresnaye (1885-1925) une toile intitulée Cuirassier (1911, Paris, Centre Pompidou-MNAM).